# Enedina Arellano Félix
Enedina Arellano Félix de Toledo dite La Reine (née le 12 avril 1961 à Mazatlán au Mexique) est une personnalité du narcotrafic mexicain qui dirige l'organisation criminelle connue sous le nom de Cartel de Tijuana.
Tout au long des années 1990, le Cartel de Tijuana est dirigé par ses six frères, tandis qu'Enedina de Toledo prodigue des conseils sur le blanchiment d'argent et participe dans le cadre de la gestion administrative et financière. Après la chute de l'homme connu comme étant le cerveau financier du cartel en 2000, Enedina de Toledo prend sa place. Selon la Drug Enforcement Administration (DEA), Enedina de Toledo est la deuxième femme au monde connue comme baronne de la drogue, après Griselda Blanco. Elle devient cheffe du cartel après l'arrestation de son frère Eduardo Arellano Félix en 2008.
Depuis l'incarcération et la mort de la plupart de ses frères, Enedina de Toledo gère les aspects financiers de l'organisation, supervise la formation des alliances et prend la tête du Cartel aux côtés de son fils Luis Fernando avant sa capture en 2014. Ses contacts de longue date avec les fournisseurs de drogue en Colombie lui permettent de maintenir l'organisation à flot.

## Biographie
Enedina Arellano Félix est née à Mazatlán, Sinaloa le 12 avril 1961 dans une famille de narcotrafiquants. En 1977, à l'âge de 17 ans, elle caresse le rêve de devenir la reine du carnaval de Mazatlán, mais l'abandonne car ses frères sont recherchés en raison de leurs activités criminelles par le gouvernement mexicain et celui des États-Unis. Durant cette période, ses frères travaillent pour Miguel Ángel Félix Gallardo, qui finit même par leur accorder la gestion d'un couloir de la drogue à Tijuana, Baja California.

## Carrière criminelle
Enedina de Toledo fait ses études dans une université privée à Guadalajara, Jalisco, où elle obtient une licence en comptabilité. Dès le milieu des années 1980, Enedina de Toledo est active dans les affaires de la famille, mais n'est jamais considérée par les autorités comme une des personnalités majeures du cartel. Après la chute du cerveau financier du cartel, Jesús Labra Avilés alias El Chuy en 2000, Enedina de Toledo commence à gérer directement les activités de blanchiment d'argent.

### Les membres de la famille du cartel de Tijuana
Enedina de Toledo est la sœur des six leaders précédents du cartel Benjamín, Carlos, Eduardo, Francisco Javier, Francisco Rafael et Ramón. Son fils Luis Fernando Sánchez Arellano est capturé en 2014 , alors qu'ils sont accusés depuis 2005 avec le mari d'Edina - Luis Raúl Toledo Carrejo - par le Département du Trésor des États-Unis d'avoir des liens avec le cartel de Tijuana. Alicia Arellano Félix, la sœur d'Enedina de Toledo, devient elle aussi la cheffe du cartel de Tijuana par la suite.

### Organisation du cartel
Depuis la capture de Benjamín Arellano Félix en 2002, le gouvernement mexicain a sévèrement entamé la hiérarchie du cartel mais n'a pas réussi à le détruire. Enedina de Toledo en est l'une des cheffes depuis 2003. Après l'arrestation d'Eduardo Arellano Félix en 2008, Enedina de Toledoa en devient la cheffe avec son fils.
Enedina de Toledo a aidé à établir une certaine professionnalisation des affaires du cartel, en lieu et places des anciennes pratiques de gestion basées sur la violence de ses frères. Elle forge des alliances avec d'autres organisations criminelles, alors que ses frères recourraient davantage à la violence. La Drug Enforcement Administration (DEA) et les autorités mexicaines l'identifient comme la première et l'une des seules femmes à diriger une organisation criminelle avec Sandra Ávila Beltrán à Mexico, des activités traditionnellement dévolues aux hommes,.
Enedina de Toledo a plusieurs alias: La Jefa, La Madrina et La Narcomami. Les autorités américaines et mexicaines la considèrent comme le cerveau financier du cartel de Tijuana,.

### Kingpin Act
En juin 2000, le Département du Trésor des États-Unis la sanctionne en vertu du Foreign Narcotics Kingpin Designation Act (en).